# Land (Deutschland)
Ein Land (amtliche Bezeichnung in der Gesetzes- und juristischen Fachsprache, im allgemeinen Sprachgebrauch oft auch Bundesland genannt) ist nach der föderalen Verfassungsordnung der Bundesrepublik Deutschland einer ihrer teilsouveränen Gliedstaaten. Seit 1990 besteht die Bundesrepublik aus 16 Ländern. Die Länder bilden nach dem Grundgesetz gemeinsam einen souveränen Bundesstaat, keinen losen Staatenbund.

## Staatsrecht
Die Länder haben nach Rechtsprechung und herrschender Ansicht in der Rechtswissenschaft originäre Staatsgewalt und damit Staatsqualität. Ihre Eigenstaatlichkeit und grundsätzliche Sachentscheidungsbefugnis fußt auf Artikel 30 des Grundgesetzes für die Bundesrepublik Deutschland. Sie unterscheiden sich von gewöhnlichen Staaten aber dadurch, dass ihre (partielle) Völkerrechtssubjektivität von der des Bundes „abgeleitet [= derivativ] und nicht originär ist“ und ihnen insoweit „durch die Bundesverfassung Kompetenzen in auswärtigen Angelegenheiten eingeräumt werden.“ Dementsprechend können die Länder Verträge mit anderen Völkerrechtssubjekten abschließen, allerdings in der Regel nur mit Zustimmung der Bundesregierung und soweit sie für die Gesetzgebung zuständig sind. Bereits vorher bestehende Staatsverträge wie die Salinenkonvention zwischen Bayern und Österreich von 1829 stehen dem nicht entgegen. Vielmehr sind die Länder unmittelbar oder auch als Nachfolgestaaten – wie etwa im Fall des Preußenkonkordats – an alte Staatsverträge gebunden.
Die Bundesrepublik kann als die staatsrechtliche Verbindung ihrer Länder angesehen werden, ist also Bundesstaat im eigentlichen Sinne (Art. 20 GG). Demnach erhält der Bund erst durch diese Verbindung seiner Gliedstaaten selbst Staatscharakter.

## Politik

Regierungsparteien und Koalitionen sowie Stimmen der Landesregierungen im Bundesrat

### Politisches System
Politisch ist die Bundesrepublik Deutschland in 16 Glieder des Bundes, die Bundesländer unterteilt, die mit Verfassungsautonomie ausgestattet sind. Der Staats- beziehungsweise Regierungsform nach sind seit 1949 alle deutschen Länder parlamentarische Republiken, was bedeutet, dass die Regierung jedes Landes (Exekutive) prinzipiell vom Vertrauen eines sie bestellenden Parlaments (Legislative) auf Landesebene abhängig ist.
Die verfassungspolitischen Rahmenbedingungen dieser Regierungsform werden durch bundesstaatliches Verfassungsrecht, das sogenannte Homogenitätsgebot nach Artikel 28 des Grundgesetzes, zwingend vorgeschrieben. Gewährt wird also die eigenverantwortliche Gestaltung der verfassungsmäßigen Ordnung innerhalb des vom Grundgesetz gespannten Rahmens (Art. 28 Abs. 1 GG). Nicht vorgegeben ist dadurch die konkrete staatsorganisatorische Ausgestaltung des Regierungssystems, sodass das Gebot in den Ländern grundsätzlich beispielsweise auch eine präsidentielle Regierungsform oder andere Formen demokratischer Staatsordnung und deren Varianten zulässt. Die Bestimmung der Regeln, nach denen die Staatsorgane der Länder gebildet werden, welche Funktionen und Kompetenzen sie besitzen, ist prinzipiell Sache der Länder und unterliegt den Regelungen der Landesverfassungen.
Entsprechende verfassungsrechtliche Grundlagen finden sich im Abschnitt „Der Bund und die Länder“, Art. 20–37 GG.

### Die Länder in der Europäischen Union
Neben der Bundesregierung und dem Deutschen Bundestag sind die Länder ein wichtiger Akteur im politischen Willensbildungsprozess – das gilt auch für die deutsche Europapolitik. Die Länder sind über eine Vielzahl von Strukturen und Institutionen in das politische System der Europäischen Union eingebunden. Das Mitwirkungsrecht wird durch die Verträge (EUV und AEUV), das Grundgesetz sowie einzelne Begleitgesetze rechtlich abgesichert.
Die Länder haben sich in den zurückliegenden Jahren der fortschreitenden europäischen Integration angepasst und entsprechende Strukturen geschaffen oder ausgebaut: In den meisten Ländern koordinieren Europaminister die Europapolitik des Landes. In den Fachministerien wurden eigene Abteilungen bzw. Referate eingerichtet, die sich ausschließlich mit europäischen Dossiers beschäftigen. Jedes Land hat mittlerweile eine eigene Vertretung in Brüssel eingerichtet. Die Landtage haben Europaausschüsse eingerichtet. Landtagsverwaltungen wie in Bayern, Baden-Württemberg und Hessen entsenden eigens Beamte nach Brüssel, um aktuelle Entwicklungen zu beobachten. Durch all diese Maßnahmen haben die Länder ihren Einfluss auf europapolitische Entscheidungen sichern und punktuell ausbauen können. Gemeinsam unterhalten die Länder die Einrichtung des Beobachters der Länder bei der Europäischen Union, der die Aufgabe hat, die Länder und den deutschen Bundesrat bei der Wahrnehmung ihrer Aufgaben und Rechte in EU-Angelegenheiten zu unterstützen.
Der Vertrag von Lissabon, seit 1. Dezember 2009 in Kraft, stärkt die Länder in ihrem Recht, ihre landesspezifischen Interessen gegenüber den europäischen Institutionen vertreten zu können. Erstmals wird die kommunale Selbstverwaltung, gegliedert in lokale Gemeinden und die überörtlichen Kreise, im Primärrecht festgehalten. Das Subsidiaritätsprinzip garantiert die Zuständigkeit der Länder für all die Bereiche, die sie selbst am besten verwirklichen können und die nicht in die ausschließliche Zuständigkeit der Europäischen Union (EU) fallen. In Streitfragen über die Einhaltung des Subsidiaritätsprinzips und zur Wahrung der eigenen institutionellen Rechte können die Länder über den Ausschuss der Regionen (AdR) vor dem Europäischen Gerichtshof vorstellig werden.

## Rahmendaten der Länder

Isodemografische Karte Deutschlands

### Amtliche bzw. Eigenbezeichnungen
Zehn Länder haben als Namensbestandteil die Zusatzbezeichnung Land, bei dreien (Bayern, Sachsen und Thüringen) ist Freistaat Namensbestandteil sowie bei zwei weiteren Gliedstaaten Freie Stadt (Freie Hansestadt Bremen und Freie und Hansestadt Hamburg) der Name des Landes, also seine Bezeichnung im Rechtsverkehr. Lediglich das Saarland hat keine Zusatzbezeichnung.
Abgesehen von Eigenbezeichnungen in den Minderheitensprachen Dänisch (Schleswig-Holstein: Delstat Slesvig-Holsten), Friesisch (Schleswig-Holstein: Lönj Slaswik-Holstiinj), Niedersorbisch (Brandenburg: Kraj Bramborska) und Obersorbisch (Sachsen: Swobodny stat Sakska) gibt es auch Bezeichnungen einiger Länder in niederdeutscher Sprache.

### Regierung, Volksvertretung, Fläche, Einwohner
| Wappen | Land                       | Abk. | Hauptstadt        | bevölkerungs- reichste Stadt a | Beitritt zum Bund | Parlament                        | Regierungs- chef             | Regierung                | Regierungs- koalition | Stimmen im Bundes- rat | Fläche (km²) | Ein- wohner (Mio.) | Ein- wohner je km² | Ausländer (%) | Sprachen                                                                                |
| ------ | -------------------------- | ---- | ----------------- | ------------------------------ | ----------------- | -------------------------------- | ---------------------------- | ------------------------ | --------------------- | ---------------------- | ------------ | ------------------ | ------------------ | ------------- | --------------------------------------------------------------------------------------- |
|        | Baden-Württemberg          | BW   | Stuttgart         | Stuttgart                      | 1949/52           | Landtag von Baden-Württemberg    | Winfried Kretschmann (Grüne) | Kabinett Kretschmann III | Grüne und CDU         | 6                      | 35.748       | 11,280             | 316                | 16,1          | Deutsch                                                                                 |
|        | Bayern                     | BY   | München           | München                        | 1949              | Bayerischer Landtag              | Markus Söder (CSU)           | Kabinett Söder III       | CSU und Freie Wähler  | 6                      | 70.542       | 13,369             | 190                | 13,7          | Deutsch                                                                                 |
|        | Berlin                     | BE   | —                 | —                              | 1990              | Abgeordnetenhaus von Berlin      | Kai Wegner (CDU)             | Senat Wegner             | CDU und SPD           | 4                      | 891          | 3,755              | 4.210              | 19,6          | Deutsch                                                                                 |
|        | Brandenburg                | BB   | Potsdam           | Potsdam                        | 1990              | Landtag Brandenburg              | Dietmar Woidke (SPD)         | Kabinett Woidke IV       | SPD und BSW           | 4                      | 29.654       | 2,573              | 87                 | 5,2           | Deutsch, Niedersorbisch, Niederdeutsch                                                  |
|        | Bremen                     | HB   | Bremen (de facto) | Bremen                         | 1949              | Bremische Bürgerschaft           | Andreas Bovenschulte (SPD)   | Senat Bovenschulte II    | SPD, Grüne und Linke  | 3                      | 420          | 0,685              | 1.633              | 19,0          | Deutsch, Niederdeutsch                                                                  |
|        | Hamburg                    | HH   | —                 | —                              | 1949              | Hamburgische Bürgerschaft        | Peter Tschentscher (SPD)     | Senat Tschentscher III   | SPD und Grüne         | 3                      | 755          | 1,892              | 2.506              | 16,8          | Deutsch, Niederdeutsch                                                                  |
|        | Hessen                     | HE   | Wiesbaden         | Frankfurt am Main              | 1949              | Hessischer Landtag               | Boris Rhein (CDU)            | Kabinett Rhein II        | CDU und SPD           | 5                      | 21.116       | 6,391              | 303                | 16,9          | Deutsch                                                                                 |
|        | Mecklenburg-Vorpommern     | MV   | Schwerin          | Rostock                        | 1990              | Landtag Mecklenburg-Vorpommern   | Manuela Schwesig (SPD)       | Kabinett Schwesig II     | SPD und Linke         | 3                      | 23.295       | 1,628              | 70                 | 4,8           | Deutsch, Niederdeutsch                                                                  |
|        | Niedersachsen              | NI   | Hannover          | Hannover                       | 1949              | Niedersächsischer Landtag        | Olaf Lies (SPD)              | Kabinett Lies            | SPD und Grüne         | 6                      | 47.710       | 8,140              | 171                | 9,9           | Deutsch, Saterfriesisch, Niederdeutsch                                                  |
|        | Nordrhein-Westfalen        | NW   | Düsseldorf        | Köln                           | 1949              | Landtag Nordrhein-Westfalen      | Hendrik Wüst (CDU)           | Kabinett Wüst II         | CDU und Grüne         | 6                      | 34.112       | 18,139             | 532                | 13,8          | Deutsch, Niederdeutsch                                                                  |
|        | Rheinland-Pfalz            | RP   | Mainz             | Mainz                          | 1949              | Landtag Rheinland-Pfalz          | Alexander Schweitzer (SPD)   | Kabinett Schweitzer      | SPD, Grüne und FDP    | 4                      | 19.858       | 4,159              | 209                | 11,8          | Deutsch                                                                                 |
|        | Saarland                   | SL   | Saarbrücken       | Saarbrücken                    | 1957              | Landtag des Saarlandes           | Anke Rehlinger (SPD)         | Kabinett Rehlinger       | SPD                   | 3                      | 2.571        | 0,993              | 386                | 11,8          | Deutsch                                                                                 |
|        | Sachsen                    | SN   | Dresden           | Leipzig                        | 1990              | Sächsischer Landtag              | Michael Kretschmer (CDU)     | Kabinett Kretschmer III  | CDU und SPD           | 4                      | 18.450       | 4,086              | 221                | 5,3           | Deutsch, Obersorbisch                                                                   |
|        | Sachsen-Anhalt             | ST   | Magdeburg         | Magdeburg                      | 1990              | Landtag von Sachsen-Anhalt       | Reiner Haseloff (CDU)        | Kabinett Haseloff III    | CDU, SPD und FDP      | 4                      | 20.459       | 2,187              | 107                | 5,3           | Deutsch, Niederdeutsch                                                                  |
|        | Schleswig-Holstein         | SH   | Kiel              | Kiel                           | 1949              | Schleswig-Holsteinischer Landtag | Daniel Günther (CDU)         | Kabinett Günther II      | CDU und Grüne         | 4                      | 15.804       | 2,953              | 187                | 8,6           | Deutsch, Dänisch, Nordfriesisch, Plattdeutsch oder Niederdeutsch und Romanes            |
|        | Thüringen                  | TH   | Erfurt            | Erfurt                         | 1990              | Thüringer Landtag                | Mario Voigt (CDU)            | Kabinett Voigt           | CDU, BSW und SPD      | 4                      | 16.202       | 2,127              | 132                | 5,4           | Deutsch                                                                                 |
|        | Bundesrepublik Deutschland | DE   | Berlin            | Berlin                         | —                 | Deutscher Bundestag              | Friedrich Merz (CDU)         | Kabinett Merz            | Union und SPD         | b –                    | 357.588      | 84,359             | 236                | 12,7          | Deutsch (Amtssprache) und die anerkannten Minderheitensprachen in den einzelnen Ländern |

Stand: 1. Januar 2024.
Die Einwohnerzahlen sind auf Tausend gerundete Fortschreibungen der Statistischen Ämter des Bundes und der Länder (Stand: 31. Dezember 2020).
a In 4 der 16 Bundesländer ist die bevölkerungsreichste Stadt nicht die Landeshauptstadt. Die Landeshauptstadt ist in diesen Ländern aber jeweils die zweitbevölkerungsreichste Stadt.
b Die Bundesregierung hat keine Stimmen im Bundesrat, die Gesamtzahl der Stimmen aller Länder beträgt 69.

### Wirtschaft
| Wappen | Land | BIP (2018) in Mrd. € | Pro Kopf (2018) in € | EK/K in € | Schulden (2012) in Mrd. € | Pro Kopf (2012) in € | Schulden (31. Dezember 2018) in Mrd. € | Pro Kopf (31. Dezember 2018) in € | AQ   |
| ------ | ---- | -------------------- | -------------------- | --------- | ------------------------- | -------------------- | -------------------------------------- | --------------------------------- | ---- |
|        | BW   | 511,4                | 46.279               | 19.261    | 67,471                    | 6.255                | 44,009                                 | 3.976                             | 3,9  |
|        | BY   | 625,2                | 47.946               | 18.775    | 42,794                    | 3.397                | 14,613                                 | 1.117                             | 3,8  |
|        | BE   | 147,1                | 40.568               | 14.797    | 61,220                    | 17.482               | 54,403                                 | 14.926                            | 9,8  |
|        | BB   | 73,7                 | 29.411               | 14.634    | 21,336                    | 8.549                | 16,122                                 | 6.418                             | 8,2  |
|        | HB   | 34,3                 | 50.389               | 19.933    | 19,660                    | 29.729               | 21,730                                 | 31.816                            | 10,5 |
|        | HH   | 120,3                | 65.603               | 22.908    | 24,256                    | 13.484               | 34,362                                 | 18.663                            | 7,2  |
|        | HE   | 292,0                | 46.719               | 18.658    | 55,497                    | 9.110                | 40,396                                 | 6.447                             | 5,4  |
|        | MV   | 44,9                 | 27.905               | 13.953    | 12,222                    | 7.476                | 7,653                                  | 4.754                             | 10,3 |
|        | NI   | 296,2                | 37.118               | 17.105    | 69,557                    | 8.790                | 58,718                                 | 7.356                             | 6,2  |
|        | NW   | 705,1                | 39.358               | 18.724    | 237,497                   | 13.311               | 167,167                                | 9.322                             | 7,7  |
|        | RP   | 149,1                | 36.573               | 17.101    | 44,097                    | 11.027               | 30,637                                 | 7.500                             | 5,4  |
|        | SL   | 36,0                 | 36.243               | 17.138    | 16,015                    | 15.804               | 13,812                                 | 13.944                            | 7,2  |
|        | SN   | 126,4                | 31.008               | 14.599    | 9,600                     | 2.320                | 1,409                                  | 346                               | 7,5  |
|        | ST   | 63,5                 | 28.685               | 14.005    | 24,330                    | 10.518               | 19,932                                 | 9.026                             | 9,8  |
|        | SH   | 97,1                 | 33.555               | 16.920    | 31,314                    | 11.035               | 30,913                                 | 10.672                            | 6,6  |
|        | TH   | 63,8                 | 29.739               | 14.152    | 18,925                    | 8.520                | 14,646                                 | 6.834                             | 7,0  |
|        | DE   | 3.386,0              | 40.851               | 17.702    | 1.286,190                 | 15.715               | 1.213,217                              | 14.613                            | 6,6  |
|        | EU   |                      | 23.100               |           |                           |                      |                                        |                                   | 6,3  |

## Amtliche Bezeichnungen und Flaggen der deutschen Länder
| Land Baden-Württemberg Seitenverhältnis: 3:5 | Freistaat Bayern 3:5             | Land Berlin 3:5             | Land Brandenburg 3:5            |
| Freie Hansestadt Bremen 2:3                  | Freie und Hansestadt Hamburg 2:3 | Land Hessen 3:5             | Land Mecklenburg-Vorpommern 3:5 |
| Land Niedersachsen 2:3                       | Land Nordrhein-Westfalen 3:5     | Land Rheinland-Pfalz 2:3    | Saarland 3:5                    |
| Freistaat Sachsen 3:5                        | Land Sachsen-Anhalt 3:5          | Land Schleswig-Holstein 3:5 | Freistaat Thüringen 1:2         |

Deutschland mit seinen Bundesländern, dargestellt mit Landesfarben und Wappen

Hier sind die Landesflaggen der Länder dargestellt. Sie dürfen in der Öffentlichkeit von jedem Bürger gezeigt werden. Die Landesdienstflaggen hingegen sind in der Verwendung stark eingeschränkt – sie dürfen nur von den jeweiligen Landesbehörden verwendet werden.
Der Freistaat Bayern besitzt zwei gleichgestellte Staatsflaggen: einmal die hier dargestellte Flagge mit horizontalen Streifen in den Farben Weiß und Blau, zum anderen eine weiß-blau gerautete (→ Flagge Bayerns).
In folgenden Ländern gibt es keinen Unterschied zwischen Landesflagge und Landesdienstflagge: Bayern, Berlin, Brandenburg, Hamburg, Niedersachsen, Rheinland-Pfalz und Saarland. Die Bremer Landesflaggen mit Wappen (in zwei Varianten) dürfen auch von den Bürgern verwendet werden.
Die Landesdienstflaggen folgender Länder zeigen zusätzlich das Landeswappen: Baden-Württemberg, Hessen, Nordrhein-Westfalen, Sachsen, Sachsen-Anhalt, Schleswig-Holstein, Thüringen. Die Landesdienstflagge Mecklenburg-Vorpommerns zeigt die Wappenfiguren Mecklenburgs und Pommerns ohne Wappenschild.

## Gliederung der Länder

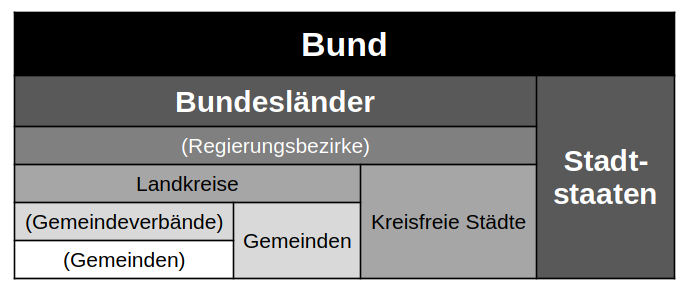
Vertikale Staatsebenen im deutschen Föderalismus

Die Stadtstaaten Berlin und Hamburg sind jeweils gleichzeitig ein Land und eine Stadt und sind daher nicht weiter in Gemeinden untergliedert; es fallen die örtliche und die überörtliche Ebene zusammen. Das Land Bremen besteht aus den kreisfreien Städten Bremen und Bremerhaven. In den übrigen deutschen Ländern gibt es folgende Verwaltungs- und Selbstverwaltungseinheiten:
- Regierungsbezirke: Die großen Länder Baden-Württemberg, Bayern, Hessen und Nordrhein-Westfalen sind in Regierungsbezirke unterteilt. Die Bezirke sind dezentrale Einheiten der Landesverwaltung. Die Unterteilung der Länder Niedersachsen (bis 2004), Rheinland-Pfalz (bis 1999), Sachsen-Anhalt (bis 2003) und Sachsen (bis 2012) wurde aufgehoben. In Rheinland-Pfalz traten funktionsteilig an die Stelle der drei Regierungspräsidien zwei Struktur- und Genehmigungsdirektionen sowie eine Aufsichts- und Dienstleistungsdirektion. Zudem gibt es in der Region Pfalz den Anfang des 19. Jahrhunderts entstandenen Bezirksverband Pfalz. In Nordrhein-Westfalen und Niedersachsen existieren außerdem Landschaftsverbände. In Sachsen, wo die Regierungsbezirke 2008 in sog. Landesdirektionen umgewandelt worden sind, wurden die Mittelinstanzen zugunsten einer neuen Landesoberbehörde, der Landesdirektion Sachsen, abgeschafft.
- Landkreise und kreisfreie Städte: Jeder Flächenstaat ist in Landkreise (in Nordrhein-Westfalen und Schleswig-Holstein als Kreise bezeichnet) gegliedert. Insgesamt gibt es derzeit 295 Landkreise in der Bundesrepublik Deutschland (inklusive der Städteregion Aachen, der Region Hannover und des Regionalverbandes Saarbrücken). Hinzu kommen die 107 kreisfreien Städte (inklusive der beiden kreisfreien Städte in Bremen), die keinem Landkreis angehören, sondern die Aufgaben der Landkreise selbst wahrnehmen, insofern einen eigenen Kreis bilden. Daher wurden sie in den ostdeutschen Ländern bis 1994 und werden sie heute noch in Baden-Württemberg als Stadtkreise bezeichnet. Die Landkreise sind Gebietskörperschaften, die über direkt gewählte Organe verfügen.
- Gemeindeverbände: In einigen Ländern gibt es als Zwischenstufe der kommunalen Arbeit zwischen Landkreis und Gemeinden Kommunalverbände oder Verwaltungsgemeinschaften in unterschiedlichen Formen und mit unterschiedlichen Aufgabenstellungen. Sie haben daher je nach Land auch sehr unterschiedliche Bezeichnungen, z. B. Amt (BB, MV, SH), Samtgemeinde (NI), Verbandsgemeinde (RP, ST) oder Gemeindeverwaltungsverband (BW) (hierzu siehe Gesamtgemeinde).
- Gemeinden: Gemeinden sind die kleinsten selbständigen territorialen Einheiten. In Deutschland gibt es derzeit 10.790 Gemeinden[27] und 207 gemeindefreie Gebiete (Stand: 1. März 2020). Städte sind in der Regel Gemeinden, die lediglich die Bezeichnung Stadt führen dürfen (vgl. Stadtrecht). Dies ist entweder historisch verbürgt und war im Mittelalter meist mit zahlreichen Privilegien verbunden (zum Beispiel eigene Steuern), oder aber es handelt sich um größere Gemeinden, denen aufgrund ihrer heutigen Bedeutung und Aufgabenstellung die Bezeichnung Stadt neu verliehen wird (je nach Land wird dies sehr unterschiedlich gehandhabt). Für die Hauptstadt eines Landes hat sich die Bezeichnung Landeshauptstadt durchgesetzt. Auch die Gemeinden sind Gebietskörperschaften mit direkt gewählten Organen.

## Geschichte der deutschen Länder
Zu den Bundesgliedern des Deutschen Reiches siehe die Gliederung des Deutschen Kaiserreichs 1871–1918

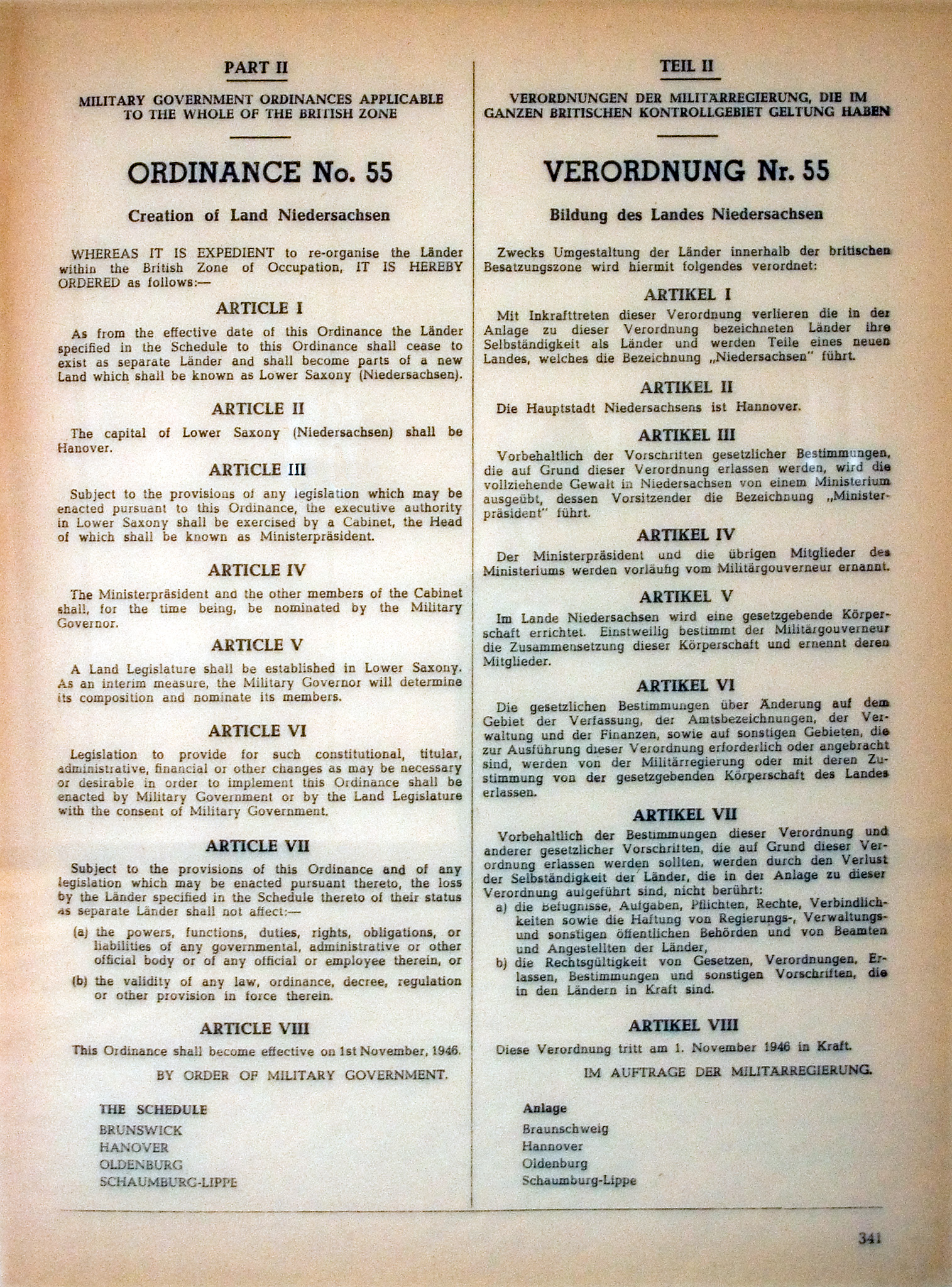
Verordnung Nr. 55, mit der am 22. November 1946 die britische Militärregierung rückwirkend zum 1. November 1946 das Land Niedersachsen gründete

Während das Prinzip des Föderalismus in Deutschland und mithin seine Zusammensetzung aus Ländern bis auf das Mittelalter zurückgeht, war die spezifische Gliederung, die einzelnen Länder, immer wieder starken Kontinuitätsbrüchen unterworfen: Das Heilige Römische Reich zählte 1792 über 300 teils winzige Territorien, der Deutsche Bund 1815 auf demselben Gebiet nur noch 39; 25 davon begründeten 1871 das neue Deutsche Kaiserreich, wurden 1918 wie der Gesamtstaat zu Republiken und 1934 in der nationalsozialistischen Gleichschaltungspolitik über die Gliederung des „Altreiches“ auf Verwaltungseinheiten reduziert – die deutschen Länder hatten nunmehr ihren gliedstaatlichen Charakter fast gänzlich eingebüßt. Durch die Beseitigung der Länderstaatlichkeit im Rahmen dieser fundamentalen Umgestaltung und eine konzipierte Gau-Gliederung sollte ein „völkischer Einheitsstaat“ verwirklicht werden.
Die territoriale Neugliederung Deutschlands in Länder durch die Alliierten nach 1945 knüpfte nur teilweise an die alten Strukturen an; sie sind ein demgemäß zweckgerichtet geschaffenes, historische und landsmannschaftliche Zusammenhänge ignorierendes Ergebnis. Viele Länder sind völlige Neuschöpfungen. Insbesondere das übermächtige Preußen wurde aufgelöst, seine Provinzen teils in selbständige Länder umgewandelt. Entscheidend für den Zuschnitt der neugegründeten Länder waren die Grenzen der Besatzungszonen: Mit Ausnahme der ehemaligen Reichshauptstadt Berlin und des Bayerischen Kreises Lindau, der bis 1956 weder zu Bayern noch zu Süd-Württemberg gehörte, unterstand jedes Land mit seinem gesamten Gebiet einer einzigen Besatzungsmacht.
Das besetzte Reichsgebiet wurde aufgeteilt und erste Länder wurden im Juli 1945 in der Sowjetischen Besatzungszone gegründet. Allerdings verfolgten die Sowjets für ein zukünftiges Deutschland (ohne das wieder staatlich gewordene Österreich) den Entwurf eines zentralistischen Staates, in dem die Länder lediglich Verwaltungseinheiten darstellen sollten. Dem stand das vor allem von den US-Amerikanern präferierte Konzept eines föderalen Staates entgegen, in dem die Länder auch eine wichtige politische Rolle spielen sollten.
Aufgrund der „Proklamation Nr. 2“ entstanden am 19. September 1945 in der US-amerikanischen Besatzungszone die ersten Länder mit dieser Ausrichtung. Innerhalb der vier Besatzungszonen auf dem Gebiet der heutigen Bundesrepublik Deutschland waren es ab dem 21. Januar 1947 16 Länder, die im Wesentlichen aus folgenden Gebieten gebildet wurden:
- Amerikanische Besatzungszone:
  - Bayern: Hauptteil des Landes Bayern, wobei der Landkreis Lindau (Bodensee) einschließlich der ab dem 25. September 1948 kreisfreien Stadt Lindau zur französischen Besatzungszone gehörte
  - Bremen: Land Bremen (obwohl es als Exklave von britischem Besatzungsgebiet umschlossen war, doch die US-Amerikaner beanspruchten einen Seehafen für ihre Versorgung)
  - Hessen (Groß-Hessen): Hauptteil des Volksstaats Hessen, Hauptteil der preußischen Provinz Hessen-Nassau
  - Württemberg-Baden: Nordteil des Landes Württemberg, Nordteil des Landes Baden
- Britische Besatzungszone:
  - Hamburg: Land Hamburg
  - Niedersachsen: Länder Hannover (als eigenständiges Land wiedererrichtet nach zwischenzeitlicher preußischer Zugehörigkeit als Provinz Hannover 1866–1946), Braunschweig, Oldenburg und Schaumburg-Lippe
  - Nordrhein-Westfalen (durch Militärverordnung Nr. 46 vom 23. August 1946):[29] Nordrhein bzw. nördlicher Teil der preußischen Rheinprovinz (Regierungsbezirke Aachen, Düsseldorf und Köln), die preußische Provinz Westfalen und das Land Lippe (nachträgliche Eingliederung durch Militärverordnung Nr. 77 vom 21. Januar 1947)
  - Schleswig-Holstein: preußische Provinz Schleswig-Holstein
- Französische Besatzungszone:
  - Baden: Südteil des Landes Baden
  - Rheinland-Pfalz: Südteil der preußischen Rheinprovinz (Regierungsbezirke Koblenz und Trier), Westteil der preußischen Provinz Hessen-Nassau (→ Provinz Rheinland-Hessen-Nassau), Südwestteil des Landes Hessen (Rheinhessen), bayerische Pfalz
  - Württemberg-Hohenzollern: Südteil des Landes Württemberg, preußische Exklave Hohenzollern, Landkreis Lindau (Bodensee) einschließlich der ab dem 25. September 1948 kreisfreien Stadt Lindau (Bodensee)
- Sowjetische Besatzungszone (→ Land (DDR)):
  - Brandenburg: preußische Provinz Brandenburg westlich von Oder und Lausitzer Neiße
  - Mecklenburg: Land Mecklenburg, Vorpommern (westlicher Teil der preußischen Provinz Pommern)
  - Sachsen: Land Sachsen, westlich der Neiße gelegener Teil der preußischen Provinz Niederschlesien
  - Sachsen-Anhalt: Hauptteil der preußischen Provinz Sachsen, Land Anhalt
  - Thüringen: Land Thüringen, Regierungsbezirk Erfurt (Südteil der preußischen Provinz Sachsen)
- Berlin, die deutsche Hauptstadt, stand als geteilte Stadt unter dem Viermächtestatut und war entsprechend dem Viermächte-Status Sitz des Alliierten Kontrollrats in Deutschland.
- Das Saarland wurde im Januar 1946 aus dem Zuständigkeitsbereich des Kontrollrates herausgelöst und erhielt 1947 als Saarprotektorat eine eigene Verfassung.

### Chronologie

Herkunft der Namensbestandteile von Ländern mit Doppelnamen

Am 23. August 1946 entstanden durch die Verordnung Nr. 46 der britischen Militärregierung zur „Auflösung der Provinzen des ehemaligen Landes Preußen in der Britischen Zone und ihre Neubildung als selbständige Länder“ die Länder Hannover (später mit den Ländern Braunschweig, Oldenburg und Schaumburg-Lippe zum Land Niedersachsen zusammengeschlossen), Nordrhein-Westfalen und Schleswig-Holstein. Hamburg blieb ein eigenständiges Land. Das Land Rheinland-Pfalz wurde ebenfalls 1946 durch Verordnung der französischen Militärregierung geschaffen.
1947 musste das vormalige Land Lippe auf Betreiben der britischen Besatzungsmacht seine Selbständigkeit aufgeben. Die lippische Regierung entschied sich nach Verhandlungen mit den beiden benachbarten Ländern Niedersachsen und Nordrhein-Westfalen für den Anschluss an letzteres. In den Lippischen Punktationen verabredeten die Regierungen von Lippe und Nordrhein-Westfalen die künftige Berücksichtigung lippischer Interessen. Am 21. Januar 1947 trat durch die britische Militärverordnung Nr. 77 die Vereinigung in Kraft. Nach dieser Verordnung hätte nach einer innerhalb von fünf Jahren abzuhaltenden Volksabstimmung eine Neugliederung angeordnet werden können, was jedoch unterblieb. Am 5. November 1948 wurde mit dem „Gesetz über die Vereinigung des Landes Lippe mit Nordrhein-Westfalen“ durch den nordrhein-westfälischen Landtag die Eingliederung rechtlich abschließend geregelt.
Die Hessische Verfassung wurde von der Verfassungsberatenden Landesversammlung in Wiesbaden am 29. Oktober 1946 beschlossen, trat am 1. Dezember 1946 durch Volksabstimmung in Kraft und war somit die erste Nachkriegsverfassung Deutschlands. Danach folgte die Verfassung des Freistaates Bayern, die am 1. Dezember 1946 in einem Volksentscheid angenommen wurde.
Am 25. Februar 1947 beschloss der Alliierte Kontrollrat per Kontrollratsgesetz Nr. 46 die Auflösung Preußens. Bis dahin existierte der Freistaat Preußen mit seinen Provinzen noch insoweit fort, als Brandenburg und Sachsen-Anhalt in der Sowjetischen Besatzungszone in ihren ersten Verfassungen nicht als Länder, sondern als Provinzen bezeichnet wurden, während etwa bei der Länderbildung in der britischen Zone (vgl. oben) schon 1946 ausdrücklich von der Auflösung der preußischen Provinzen die Rede gewesen war. Am 28. Februar 1947 wurde die Landesverfassung Sachsens verabschiedet.
Am 23. Mai 1949 wurde das Grundgesetz für die Bundesrepublik Deutschland verkündet. Zum Geltungsbereich des Grundgesetzes traten die Länder Schleswig-Holstein, Niedersachsen, Hamburg, Bremen, Nordrhein-Westfalen, Rheinland-Pfalz, Hessen, Württemberg-Baden, Baden, Württemberg-Hohenzollern und Bayern bei. Berlin (West) hatte – auch laut dem Viermächte-Abkommen – stets einen Sonderstatus, auch wenn es nach Artikel 23 GG a.F. als Bundesland („Groß-Berlin“) betrachtet wurde.
Als erste Gliederungsreform seit der Gründung der Bundesrepublik wurden am 25. April 1952 Baden, Württemberg-Baden und Württemberg-Hohenzollern zum Land Baden-Württemberg vereinigt.
Im selben Jahr wurden die Länder in der DDR zwar nicht formal aufgelöst, jedoch ihrer Staatsgewalten enthoben, was einer De-facto-Auflösung gleichkam; an ihre Stelle traten 14 Bezirke. Den Ostsektor Berlins, der selbst kein Land der DDR war, betraf das Gesetz nicht. Erst ein Erlass des Staatsrates von 1961 wies „Berlin“, dem Sinn nach Ost-Berlin, offiziell als „Hauptstadt der Deutschen Demokratischen Republik“ den Status eines Bezirks zu.
Das seit 1947 nominell unabhängige Saarland trat am 1. Januar 1957 nach einer Volksabstimmung dem Geltungsbereich des Grundgesetzes der Bundesrepublik Deutschland bei – ob als zehntes oder als elftes Land, hängt davon ab, wie man retrospektiv den völkerrechtlich umstrittenen und verfassungsrechtlich komplizierten Status West-Berlins beurteilt. Artikel 60 der Verfassung des Saarlandes erhielt 1956 die bis 1992 gültige Fassung: „Das Saarland ist ein demokratisch und sozial geordnetes Bundesland“. Die Wirtschaftsunion des Saarlandes mit Frankreich blieb bis 1959 bestehen.

Ländergrenzen der Bundesrepublik im Oktober 1949.
Nach der Gründung Baden-Württembergs im April 1952.
Januar 1957 – Oktober 1990, nachdem das Saarland der Bundesrepublik beigetreten war.
Nach der Herstellung der Einheit Deutschlands am 3. Oktober 1990.
Aktuelle Ländergrenzen mit Änderungen von 1992, 1993 und 2010.

### Südweststaat
Nach dem Zweiten Weltkrieg kamen die nördlichen Teile von Baden und Württemberg zur amerikanischen Besatzungszone, die südlichen Teile sowie Hohenzollern zur französischen. Die Militärregierungen der Besatzungszonen gründeten 1945/46 die Länder Württemberg-Baden in der amerikanischen sowie Württemberg-Hohenzollern und Baden in der französischen Zone. Diese Länder wurden am 23. Mai 1949 Teil der Bundesrepublik Deutschland.
Am 9. Dezember 1951 fand die Volksabstimmung zur Gründung Baden-Württembergs statt. Bei der Abstimmung votierten die Wähler in beiden Teilen Württembergs mit 93 % für die Fusion, in Nordbaden mit 57 %, während in Südbaden nur 38 % dafür waren. In drei von vier Abstimmungsbezirken gab es eine Mehrheit für die Bildung des Südweststaates, sodass die Bildung eines Südweststaates beschlossen war. Daraufhin wurden die Länder am 25. April 1952 vereinigt und das Land Baden-Württemberg gegründet.

### Die fünf „neuen Länder“

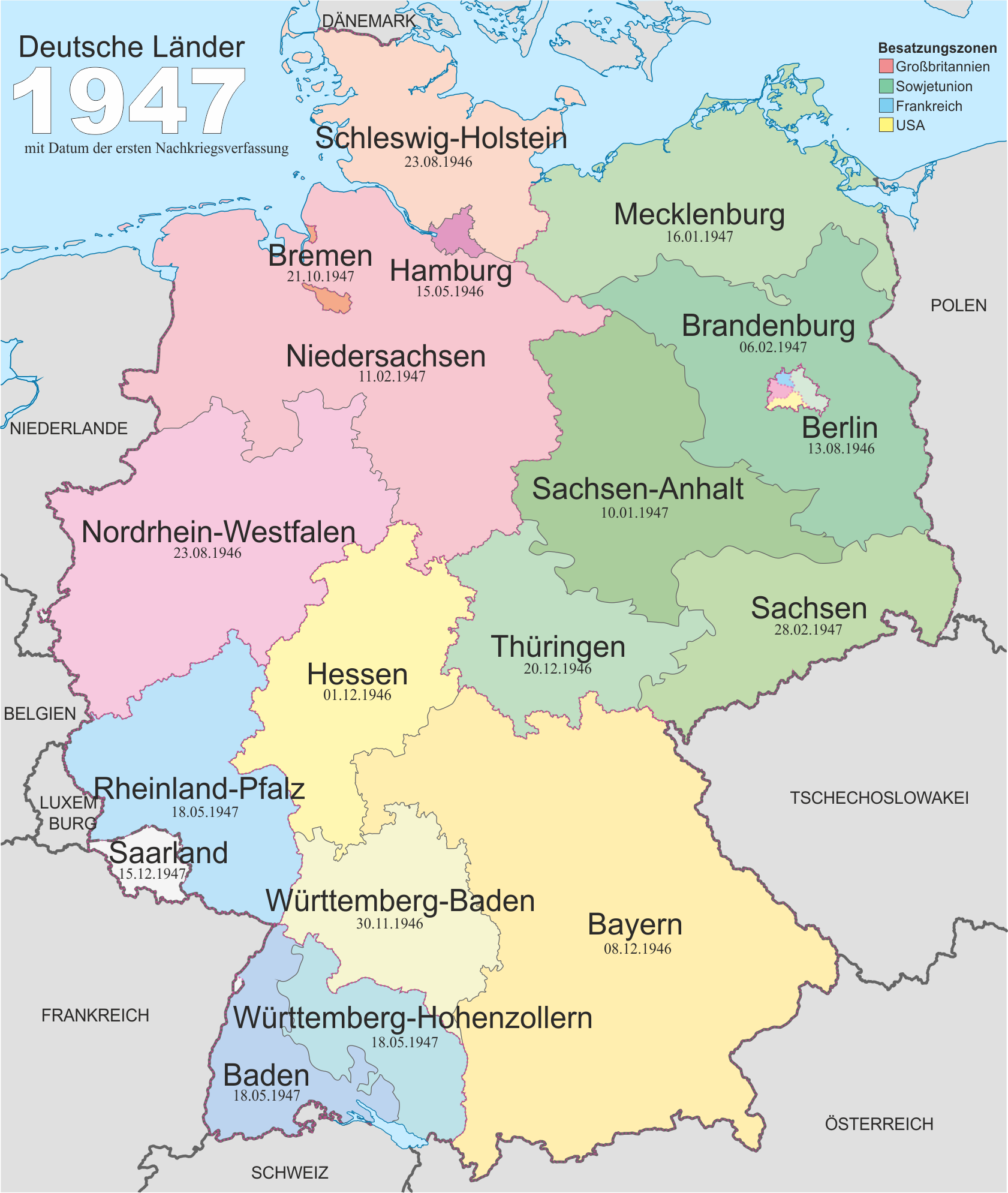
Deutsche Länder 1947 mit dem Zeitpunkt der Verkündung ihrer (zum Teil vorläufigen) Verfassungen

Im Juli 1990 wurde das Ländereinführungsgesetz erlassen, das die Bezirke auf dem Gebiet der DDR abgeschafft und die fünf 1952 zugunsten der Bezirke entmachteten Länder wieder errichtet hat (Mecklenburg erhielt den Namen Mecklenburg-Vorpommern zurück, den es von 1945 bis 1947 bereits gehabt hatte).
Am 3. Oktober 1990 trat das Gesetz in Kraft, damit wurden sie, so wie auch Berlin, dessen westlicher Teil aufgrund des alliierten Vorbehaltsrechts (Viersektorenstadt) bis dahin ebenfalls „kein konstitutiver Bestandteil der Bundesrepublik“ gewesen war, Länder der Bundesrepublik Deutschland. Die Binnengrenzen zwischen den neuen Ländern wurden bei der Neuerrichtung neu festgelegt.

### Diskussionen zur Neugliederung des Bundesgebietes nach 1952 bzw. 1990
Eine Neugliederung des Bundesgebietes aufgrund des Artikels 29 Grundgesetz wurde in den „alten“ Ländern nach 1952 und in den „neuen“ Ländern einschließlich Berlins nach 1990 immer wieder in die politische Diskussion eingebracht.

#### Fusionsinitiativen
Im Jahr 1996 scheiterte eine von den beiden Landesregierungen angestrebte Fusion von Berlin und Brandenburg an der Ablehnung der brandenburgischen Bevölkerung. Obwohl Art. 118a des Grundgesetzes ausdrücklich vereinfachte Fusionsregularien ermöglichen würde, wurde dabei aus politischen Erwägungen das Verfahren nach Art. 29 angewendet.
Die Vereinigung zweier Bundesländer oder andere Gebietsveränderungen, wie Trennung oder Teilumgliederungen (gemäß Art. 29 Abs. 2 und 3 sowie der Bundesvolksentscheid nach Art. 29 Abs. 4 GG), sind der einzige konkret angeführte Fall (außer Art. 146, neue Verfassung), in dem das Grundgesetz eine Volksabstimmung vorsieht.

#### Trennungsinitiativen
Neben Fusionen werden auch Teilungen diskutiert. So fand am 19. Januar 1975 in den ehemaligen Ländern Oldenburg und Schaumburg-Lippe eine Volksabstimmung statt, um deren Wiederherstellung zu erreichen. Obwohl eine Mehrheit der Abstimmenden für eine Trennung ihrer Gebiete von Niedersachsen stimmte, folgte der Deutsche Bundestag diesem Votum nicht. Das Bundesverfassungsgericht bestätigte die Sichtweise der Abgeordneten. Der seit 1991 unter diesem Namen bestehende „Fränkische Bund“ fordert eine Abspaltung Frankens vom Freistaat Bayern. In Baden tritt seit 1992 eine „Landesvereinigung Baden in Europa“ für die Interessen Badens und seiner ehemaligen Landeshauptstadt Karlsruhe und gegen zu viel Zentralismus seitens Stuttgarts ein.
Da das Bundesverfassungsgericht den Sinn des Art. 29 GG laut dem „Oldenburg-Urteil“ darin sieht, dass durch eine Länderneugliederung leistungsstärkere Länder entstehen sollen, die weniger Verwaltungsaufwand mit sich bringen, ist es fraglich, ob durch Volksabstimmungen die Zahl der Länder erhöht werden kann.

## Vergleich der Länderstruktur der Weimarer Republik und der Bundesrepublik Deutschland

### Fläche
| Fläche in km²  | Weimarer Republik | Bundesrepublik Deutschland |
| -------------- | ----------------- | -------------------------- |
| >250.000       | 1                 | 0                          |
| 50.000–100.000 | 1                 | 1                          |
| 20.000–50.000  | 0                 | 7                          |
| 10.000–20.000  | 5                 | 4                          |
| 5.000–10.000   | 2                 | 0                          |
| 2.000–5.000    | 3                 | 1                          |
| 1.000–2.000    | 3                 | 0                          |
| <1.000         | 4                 | 3                          |

### Einwohner
| Einwohner (1925 bzw. 2018) | Weimarer Republik | Bundesrepublik Deutschland |
| -------------------------- | ----------------- | -------------------------- |
| >30.000.000                | 1                 | 0                          |
| 10.000.000–20.000.000      | 0                 | 3                          |
| 5.000.000–10.000.000       | 1                 | 2                          |
| 2.000.000–5.000.000        | 3                 | 7                          |
| 1.000.000–2.000.000        | 3                 | 2                          |
| 500.000–1.000.000          | 4                 | 2                          |
| 100.000–500.000            | 5                 | 0                          |
| <100.000                   | 2                 | 0                          |

(In den Spalten „Weimarer Republik“ wurde das Saargebiet als ein Land gezählt.)

## Statistiken zu deutschen Ländern
- nach Arbeitslosenquote
- nach Armutsgefährdungsquote
- nach Ausgaben für Forschung und Entwicklung
- nach Bevölkerung
- nach Bevölkerungsdichte
- nach Bruttoinlandsprodukt
- nach Haushaltseinkommen
- nach Exporten
- nach Fertilitätsrate
- nach Fläche
- nach HDI (Index der menschlichen Entwicklung)
- nach Landeshaushalt
- nach Lebenserwartung
- nach Steuereinnahmen
- nach Suizidrate
- nach Verschuldung

## „17. Bundesland“
Die Insel Mallorca wird mitunter scherzhaft als „17. Bundesland“ bezeichnet.